# Моффат, Ники
Бригадный генерал Никола Патрисия Моффат (род. 1962) — самая высокопоставленная женщина в британской армии с 2009 года до своей отставки в 2012 году. Сейчас она консультант по лидерству и спикер.

## Жизнь
Моффат получила диплом бакалавра испанистики в Ливерпульском университете в 1985 году, хотя говорила, что её «почти выгнали» за то, что она пренебрегала учёбой в пользу деятельности Учебного корпуса офицеров. В 1995 году она получила степень магистра военных исследований и обороны в Крэнфилдском университете.
После университета она присоединилась к Женскому королевскому армейскому корпусу и прослужила в армии 26 лет, в том числе в качестве военного личного секретаря Джеффа Хуна, когда он был министром обороны. Её последней должностью перед уходом в отставку была должность начальницы отдела заработной платы и стратегического комплектования Вооруженных сил в Министерстве обороны. В 2012 году она уволилась по собственному желанию, сказав: «После долгой и плодотворной карьеры я с нетерпением жду новых вызовов, используя богатый опыт, который мне предоставили военные». Её отставка вызвала некоторое удивление, поскольку шестью месяцами ранее она в интервью восторженно отзывалась об армии как о месте для женской карьеры. Она основала консалтинговую компанию What Good Leadership Looks и выступает в качестве спикера на награждениях.

## Признание
Моффат получила Орден Британской империи на церемонии вручения новогодних наград 2012 года.
В 2014 году она была выбрана Би-би-си в числе 100 женщин и была названа «женщиной с самым высоким рангом в британских вооруженных силах».